# 辻武史
辻 武史（つじ たけし、1979年6月12日 - ）は、石川県金沢市出身の元プロ野球選手（外野手、右投右打）・プロ野球指導者。BCリーグ・栃木ゴールデンブレーブスの初代監督を務めた。

## 来歴
星稜高校では、1997年に春の甲子園2回戦敗退。同年夏の石川県野球大会では4回戦敗退。同年のドラフト5位で福岡ダイエーホークスに入団。
二軍では主力選手として毎年のように好成績を残し、強肩・俊足を生かした守備力もあるが、打撃に難があり長らく一軍定着には至らなかった。
2006年に一軍初本塁打・初盗塁を記録。
2007年には多村仁や大村直之の故障などで自己最多の54試合に出場。しかし打率.200とチャンスを生かせなかった。
2008年には再び多村・大村や井手正太郎が故障したため、5月頃から中西健太・長谷川勇也らとともに外野の一角を担うようになった。課題だった打撃成績も向上し、特に対戦投手が左のときに先発出場することが多くなった。最終的に87試合出場、打率.274、打点13という成績を残している。
2009年は23試合の出場、打率.125と振るわず。
2010年は一軍出場なしに終わり10月1日に戦力外通告を受けた。
2011年の1シーズン四国アイランドリーグplus・高知ファイティングドッグスのコーチを務めた。同年シーズン終了後に退任。
高知コーチ退任後の一時期は、後藤孝志が立ち上げた野球教室「TOKYO GUTS」で少年野球指導を行っていた。
2016年12月8日にベースボール・チャレンジ・リーグ・栃木ゴールデンブレーブスの監督就任が発表された。2017年から2シーズン指揮を執り、2018年シーズン終了後の12月17日に退任が発表された。退任後は運営法人・栃木県民球団の母体グループである株式会社エイジェックのアスリートセカンドキャリア事業部部長に就任。

## 選手としての特徴
主な守備位置は中堅手。最大の武器は守備力。守備範囲の広さと、グラブの先でも捕球できる球際の強さが持ち味。
走塁センスやここ一番での打力も高く、スーパーサブとして存在感を見せた。

## 人物
元チームメイトの大村を師と仰ぎ、ベンチで座る位置は隣同士、プライベートでも一緒に食事に行くなど大変仲が良い（大村曰く「辻は僕の税金対策」）。
プロ入り後10年経っても、一軍で安定した活躍をできずに、自信をなくすこともあったが、当時監督の王貞治から「プロで10年プレーするのは、よほど能力がある人しか無理、もっと自信をもて」と言われたことで、自信がつき、思い切ったプレーができるようになったという。
2008年7月26日4回裏、走者二塁の場面で、辻は二遊間を抜けるタイムリー性の当たりを放ったが、内野手を越える前に二塁審塁佐藤純一に当たっていたため、｢内野手を越える前に打球が審判に当たった場合はボールデッド｣という規定により、協議の結果二塁内野安打（1つの安全進塁権）と裁定され、既にホームインしていた二塁走者も三塁に戻されるという珍事が起きた。これについて辻はヒーローインタビューで｢審判に1点邪魔された｣と暗に批判をしている。
星稜高の先輩にあたる松井秀喜と誕生日が同じである。

## 詳細情報

### 年度別打撃成績
| 年 度     | 球 団                 | 試 合 | 打 席 | 打 数 | 得 点 | 安 打 | 二 塁 打 | 三 塁 打 | 本 塁 打 | 塁 打 | 打 点 | 盗 塁 | 盗 塁 死 | 犠 打 | 犠 飛 | 四 球 | 敬 遠 | 死 球 | 三 振 | 併 殺 打 | 打 率 | 出 塁 率 | 長 打 率 | O P S |
| --------- | --------------------- | ----- | ----- | ----- | ----- | ----- | -------- | -------- | -------- | ----- | ----- | ----- | -------- | ----- | ----- | ----- | ----- | ----- | ----- | -------- | ----- | -------- | -------- | ----- |
| 2002      | ダイエー ソフトバンク | 19    | 41    | 38    | 1     | 11    | 1        | 0        | 0        | 12    | 3     | 0     | 2        | 2     | 0     | 1     | 0     | 0     | 7     | 0        | .289  | .308     | .316     | .623  |
| 2003      | ダイエー ソフトバンク | 17    | 29    | 28    | 0     | 4     | 1        | 0        | 0        | 5     | 4     | 0     | 1        | 0     | 0     | 0     | 0     | 1     | 5     | 1        | .143  | .172     | .179     | .351  |
| 2004      | ダイエー ソフトバンク | 32    | 24    | 21    | 4     | 2     | 1        | 0        | 0        | 3     | 1     | 0     | 1        | 2     | 0     | 1     | 0     | 0     | 5     | 1        | .095  | .136     | .143     | .279  |
| 2005      | ダイエー ソフトバンク | 1     | 0     | 0     | 0     | 0     | 0        | 0        | 0        | 0     | 0     | 0     | 0        | 0     | 0     | 0     | 0     | 0     | 0     | 0        | ----  | ----     | ----     | ----  |
| 2006      | ダイエー ソフトバンク | 34    | 67    | 57    | 8     | 11    | 5        | 1        | 1        | 21    | 6     | 1     | 2        | 1     | 0     | 4     | 0     | 5     | 16    | 0        | .193  | .303     | .368     | .671  |
| 2007      | ダイエー ソフトバンク | 54    | 52    | 45    | 8     | 9     | 3        | 0        | 0        | 12    | 4     | 0     | 0        | 3     | 1     | 2     | 0     | 1     | 9     | 1        | .200  | .245     | .267     | .512  |
| 2008      | ダイエー ソフトバンク | 87    | 136   | 124   | 17    | 34    | 8        | 3        | 0        | 48    | 13    | 8     | 2        | 6     | 0     | 5     | 0     | 1     | 23    | 0        | .274  | .308     | .387     | .695  |
| 2009      | ダイエー ソフトバンク | 23    | 16    | 16    | 4     | 2     | 0        | 0        | 0        | 2     | 0     | 1     | 0        | 0     | 0     | 0     | 0     | 0     | 6     | 0        | .125  | .125     | .125     | .250  |
| 通算：8年 | 通算：8年             | 267   | 365   | 329   | 42    | 73    | 19       | 4        | 1        | 103   | 31    | 10    | 8        | 14    | 1     | 13    | 0     | 8     | 71    | 3        | .222  | .268     | .313     | .581  |

- ダイエー（福岡ダイエーホークス）は、2005年にソフトバンク（福岡ソフトバンクホークス）に球団名を変更

### 記録
- 初出場：2002年9月11日、対西武ライオンズ24回戦（西武ドーム）、8回表に出口雄大の代打で出場
- 初先発出場：2002年9月22日、対日本ハムファイターズ27回戦（東京ドーム）、9番・中堅手として先発出場
- 初安打：同上、3回表に下柳剛から中前安打
- 初打点：2002年9月24日、対大阪近鉄バファローズ25回戦（大阪ドーム）、6回表に高木康成から投手ゴロの間に記録
- 初盗塁：2006年7月16日、対北海道日本ハムファイターズ10回戦（福岡Yahoo!JAPANドーム）、5回裏に二盗（投手：押本健彦、捕手：鶴岡慎也）
- 初本塁打：2006年7月25日、対千葉ロッテマリーンズ12回戦（福岡Yahoo!JAPANドーム）、5回裏に小林宏之から左越先制ソロ

### 背番号
- 58 （1998年 - 2010年）
- 85 （2011年）
- 1 （2017年 - 2018年）